# Zakojca
Zakojca este o localitate din comuna Cerkno, Slovenia, cu o populație de 62 de locuitori.